# Norbert Michelisz

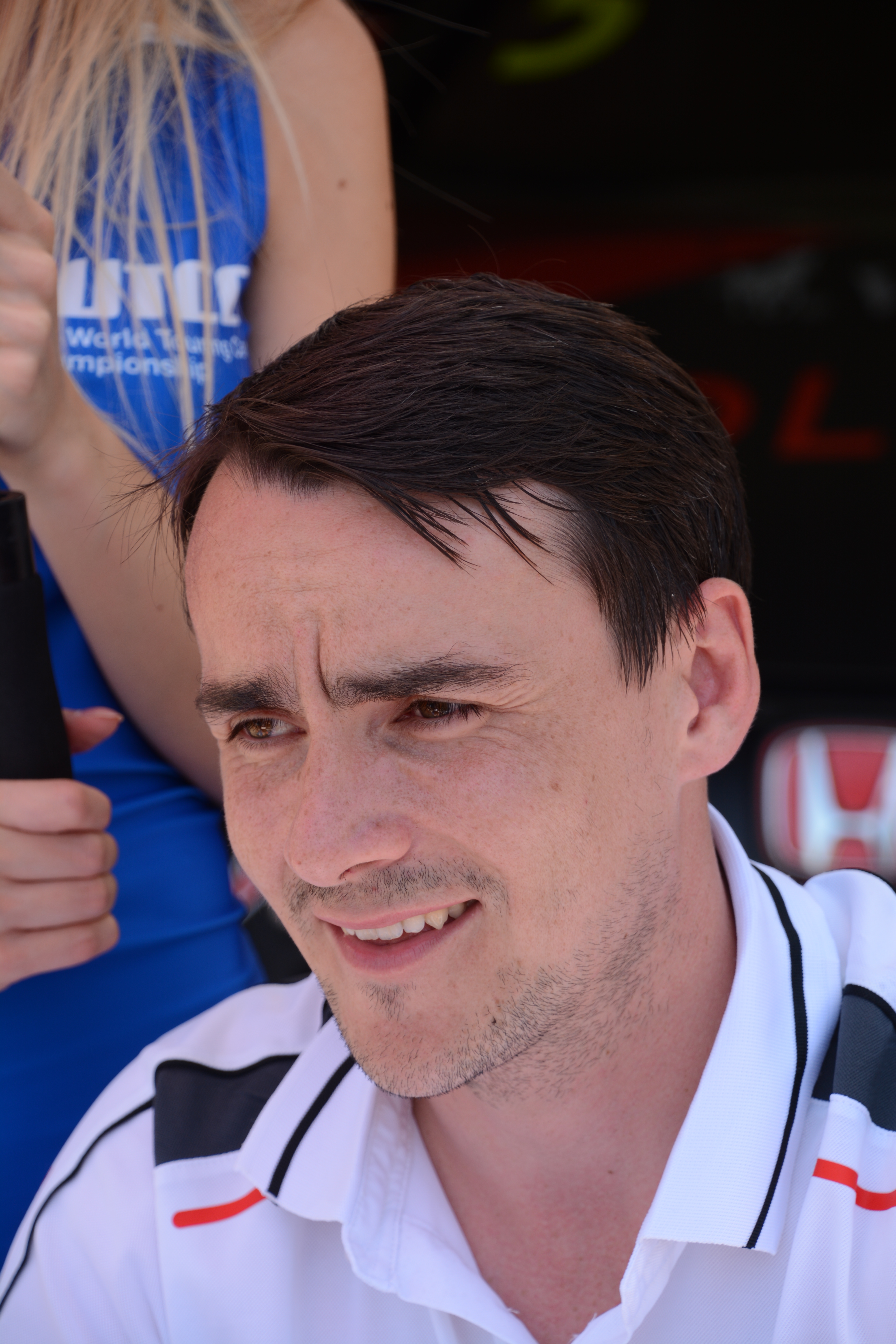
Norbert Michelisz in 2015.

Norbert Michelisz (Himesháza, 8 augustus 1984) is een Hongaars autocoureur.

## Carrière
In 2006 werd Michelisz kampioen in de Hongaarse Suzuki Swift Cup en in 2007 won hij de Hongaarse Renault Clio Cup.
In 2008 nam hij deel aan de Hongaarse Seat Leon Supercup, waar hij het seizoen als tweede eindigde achter Norbert Kiss. Dat jaar nam hij ook deel aan de Seat Leon Eurocup, waar hij met één overwinning op het Autodromo Nazionale Monza als veertiende eindigde. Door deze overwinning mocht hij een gastweekend rijden in het World Touring Car Championship voor het team SUNRED Engineering op het Okayama International Circuit. Nadat hij in de eerste race uitviel, eindigde hij in de tweede race als zestiende.
In 2009 nam Michelisz opnieuw deel aan de Seat Leon Eurocup. Hij scoorde de meeste punten in het raceweekend op het Circuito da Boavista, waardoor hij opnieuw een gastweekend mocht rijden in het WTCC op Brands Hatch. Uiteindelijk won hij het kampioenschap met vijf overwinningen. Hierdoor mocht hij meedoen aan de European Touring Car Cup in oktober op het Circuito Vasco Sameiro voor Seat Sport. Hij behaalde de pole position en de overwinning in de eerste race, maar eindigde de tweede race als vijfde. Hierdoor eindigde hij als derde in de stand achter James Thompson en Franz Engstler.
In 2010 nam Michelisz deel aan zijn eerste volledige WTCC-seizoen in een Seat Leon voor het Zengő-Dension Team. Hij behaalde zijn eerste podium op Okayama in race 1 na de diskwalificatie van Andy Priaulx en Augusto Farfus. In de laatste race van het seizoen op het Circuito da Guia behaalde hij zijn eerste WTCC-overwinning, waardoor hij als negende in het kampioenschap eindigde. Ook won hij het rookiekampioenschap.
In 2011 stapte Michelisz met het Zengő-Dension Team over naar een BMW 320. Hij behaalde één podiumplaats met een tweede race voor zijn thuispubliek op de Hungaroring, waar hij in beide races ook de snelste ronde neerzette. Hij eindigde het kampioenschap opnieuw als negende.
In 2012 bleef Michelisz rijden in het WTCC met Zengő in een BMW 320. Hij behaalde zijn tweede WTCC-overwinning, zijn eerste in een BMW, voor zijn thuispubliek in de tweede race op de Hungaroring he took his first win since the Race of Macau in 2010, and his first win with the BMW. He was victorious in Race 2 of Race of Hungary, in front of his home crowd. Ondanks dat hij in de laatste drie raceweekenden geen punten meer scoorde, werd hij zesde in het kampioenschap. Ook won hij het independentskampioenschap, de grootste overwinning ooit in de Hongaarse autosporthistorie.
In 2013 stapte Michelisz met Zengő over naar een Honda Civic. Na enkele podiumplaatsen, waaronder opnieuw een tweede plaats voor zijn thuispubliek op de Hungaroring, behaalde hij zijn eerste overwinning in een Honda in de eerste race op het Suzuka International Racing Course. Met nog twee raceweekenden te gaan staat hij op de zesde plaats in het kampioenschap.